# لويس فيليبي بينيا
لويس فيليبي بينيا (بالإسبانية: Luis Felipe Peña)‏ هو لاعب كرة قدم مكسيكي، ولد في 3 مايو 1972 في Tlaquepaque ‏ في المكسيك. لعب مع نادي أمريكا.